# Karel Grabeljšek
Karel Grabeljšek - Gaber, slovenski pisatelj, novinar in urednik, * 18. oktober 1906, Vrhnika, † 18. april 1985, Ljubljana.

## Življenje
Rodil se je v proletarski družini, bil je sin usnjarja in dninarice. Oče je odšel na delo v Ameriko, po vrnitvi domov je padel v prvi svetovni vojni. Karel je odraščal v revščini in že zgodaj občutil socialno krivičnost, kar se odseva v njegovih delih. Po osnovni šoli je odšel na učiteljišče v Ljubljano. Poučeval je na osnovni šoli v Artičah, kjer je spoznal svojo ženo. Leta 1935 se je vpisal na Višjo pedagoško šolo v Zagrebu, kjer je študiral biologijo, kemijo in geografijo, zaključil jo je leta 1938. Kot predmetni učitelj je učil v meščanski šoli v Trbovljah, nato v Brežicah do leta 1941. Ko se je pričela druga svetovna vojna, se je z družino umaknil na Vrhniko. Tu je bil med ustanovitelji OF, leta 1942 pa se je pridružil partizanom. Ves vojni čas je povezoval politično delovanje s kulturnim. Bil je partijski funkcionar 2. bataljona Dolomitskega odreda, leta 1944 je vodil partijske tečaje na Babnem polju in v gozdovih blizu Račne Gore. Po opravljenem višjem partijskem tečaju v Rogu je leta 1945 postal urednik Novic, glasila OF za Dolenjsko in Notranjsko.  V obdobju, ki ga je preživel med partizani, je urejal več glasil, npr. Notranjski glas. To so bili začetki njegovega aktivnega ukvarjanja z novinarstvom. Po vojni je poldrugo leto urejal rubriko Slovenskega poročevalca, nato je delal kot gospodarski urednik Ljudske pravice, leta 1949 pa je postal glavni urednik časopisa Kmečki glas, kjer je ostal do upokojitve leta 1962. Po upokojitvi je do leta 1964 deloval v uredniškemu odboru revije Kurirček.
Pokopan je v partizanski grobnici na Drči nad Vrhniko.
V Cankarjevi knjižnici Vrhnika je stalna razstava njegovih prvih knjig.

## Delo
Leta 1933 je napisal prvo socialno povest Štrajk, vendar je zaradi leve politične usmerjenosti težko dobil založnika. Da ne bi bil cenzuriran, je naslov spremenil ter se skril za psevdonimom A. Rožmanc. Prvotni naslov je spremenil v Sirene tulijo, delo je izšlo pri Cankarjevi družbi leta 1933. Delo je bilo politično sporno, saj opisuje veliki štrajk v tovarni Pollak na Vrhniki. Med vojno je pisal politične članke in uvodnike. 
Pravo spodbudo za pisanje je dobil med NOB. Njegovo ime je postalo bolj znano šele po drugi svetovni vojni. Posegel je v problematiko partizanstva, vendar ni želel prikazati zgolj tega, ampak tudi psihološko orisati življenje ljudstva v zaledju. Preizkusil se je v pisanju črtic in novel, ki so izhajale v revijah Novi svet, Ljudska pravica ter Kmečki glas, pozneje pa so izšle zbrane v knjigah Za svobodo in kruh (1947), V novi svet (1950) ter Žive brazgotine (1973). Najizrazitejša je črtica Balada o starem Korenu in njegovem sinu (1947). Prvi roman z naslovom Dolomiti se krušijo je izšel leta 1955 pri Slovenskem knjižnem zavodu. Naslednja dva romana Pomlad brez lastovk (1957) ter Most (1959) imata s prvim skupno tematiko partizanstva in zaledja in z njim sestavljata trilogijo. Zadnji roman Nioba (1977) je posvetil materi. Ljubeča slovenska mati kljub ideološki razdeljenosti in nesoglasju sinov ostaja obema v oporo. Njegovo izbrano delo je izdala založba Partizanska knjiga leta 1975.
Za mladino je napisal več krajših povesti, npr. Zgodbe kurirja Tinčka (1969) ter Moja partizanska oprema (1974), ki je bila deležna ugodnih ocen. Dve leti pred smrtjo se je lotil domoznanske tematike z delom Cerkveni maček (1938), kjer je popisan utrip Vrhnike na začetku 20. stoletja. 
Roman Nioba je preveden v srbščino ter ruščino, povest Moja partizanska oprema ter roman Med strahom in dolžnostjo v hrvaščino, roman Dolomiti se krušijo v češčino ter roman Bolečina v madžarščino.

### Značilnosti proze Karla Grabeljška
Pisal je prozo s socialno in aktivistično tematiko z dogajanjem pred vojno, med vojno in po njej. Grabeljšek je vojno tematiko združeval s temami  iz življenja Notranjske in njenega kmeta, ki je občutljiv, včasih tudi trmast. V središču dogajanja so  preprosti ljudje, navezani na zemljo in družino, njihov svet se zamaja z nastopom vojne. Krivica in krivda  spremljata trpljenje teh družin in posameznikov. V osrednjih romanih Dolomiti se krušijo, Pomlad brez lastovk ter Most, v katerih opisuje partizanski boj v Dolomitih, se vojna prepleta z družinskimi usodami. Posameznikovo življenje določajo partizansko bojevanje, fronta, kasneje pa predvsem propadanje kmetij ter s tem povezane družinske nesreče. Psihološko poglobljeno je delo Med strahom in dolžnostjo (1967), ki nosi pomenljiv podnaslov Kronika osamele domačije. V njem odpira bolečo tematiko propadanja domačij. Človek po vojni ostane zdvomljeni, nove spremembe v življenju le s težavo prenese. Roman je po besedah Jožeta Snoja (Ubijanje zemlje: Revolucija na Slovenskem v prozi Karla Grabeljška,  1987) tiha polemika s Kocbekovim Strahom in pogumom (1951). Po romanu je bil leta 1975 posnet istoimenski film v režiji Vojka Duletiča. Najizrazitejša značilnost Grabeljškovih pripovedi postane notranji monolog literarnih oseb, ki prikaže močna čustvena nasprotja, dopolnjena z dvomom, negotovostjo, sovraštvom, pohlepom in maščevanjem.

### Značilnosti mladinske proze
Ta obsega največji del njegovega literarnega ustvarjanja, v ospredju je partizanska tematika. Otrokom in mladini na hudomušen in razigran način približal tematiko vojne. Zgodbe so kratke in zabavne, ilustrirali so jih Božo Kos, Jelka Godec Schmidt idr.

#### Kratka proza
- Sirene tulijo (Cankarjeva družba, 1933) (COBISS)
- Balada o starem Korenu in njegovem sinu (Slovenski knjižni zavod, 1947) (COBISS)
- Za svobodo in kruh (Slovenski knjižni zavod, 1947) (COBISS)
- Iz partizanskih let:  izbor proze (Slovenski knjižni zavod, 1947) (COBISS)
- V novi svet: novele (Slovenski knjižni zavod, 1950) (COBISS)
- Žive brazgotine (Lipa, 1955) (COBISS)
- Velika vera, črtice – novele – odlomek iz romana (Mladinska knjiga, 1973) (COBISS)

#### Romani
- Dolomiti se krušijo (1955) (COBISS)
- Pomlad brez lastovk (1957) (COBISS)
- Most (1959) (COBISS)
- Med strahom in dolžnostjo: Kronika osamele domačije (1967) (COBISS)
- Ti drobni otroški koraki (1968) (COBISS)
- Bolečina (1973) (COBISS)
- Nioba (1977) (COBISS)

#### Mladinska proza
- SOS s TV: povest za mladino (1962) (COBISS)
- Trije in ena (1963) (COBISS)
- Zgodbe kurirja Tinčka (1969) (COBISS)
- Partizanski obrazi (1972) (COBISS)
- Najmlajši partizan (1973) (COBISS)
- Moja partizanska oprema (1974) (COBISS)
- Peter in njegov konj (1975) (COBISS)
- Moje akcije (1976) (COBISS)
- Kuharji (1979) (COBISS)
- Prijatelja: pripovedovanje o dveh mladih partizanih (1979) (COBISS)
- Tonijev partizan (1979) (COBISS)
- Najmlajši kurir (1980) (COBISS)
- Učiteljica: mladinski roman (1980) (COBISS)
- Hude preizkušnje, izbrano mladinsko delo, 1. knjiga (1981) (COBISS)
- Partizanski obrazi, izbrano mladinsko delo, 2. knjiga (1981) (COBISS)
- Moje akcije (1981) (COBISS)
- Naš črni muc (1981) (COBISS)
- Deklica in partizan (1982) (COBISS)
- Cerkveni maček: utrinki iz otroštva (1983) (COBISS)
- Kako smo partizani stanovali (1984) (COBISS)
- Bojan (1985) (COBISS)
- Srnjaček (1985) (COBISS)
- Češnje (1987) (COBISS)

#### Dokumentarna proza
- Vrhnika in okolica v boju za svobodo (1968) (COBISS)

## Nagrade in priznanja
- Prešernovo nagrado je prejel dvakrat, leta 1948 za zbirko Za svobodo in kruh ter leta 1976 za zbrano pisateljsko delo
- Spomenica 1941